# Montagne du Nord
La montagne du Nord (anglais : North Mountain, gaélique écossais : Beinn a Tuath) est une étroite crête volcanique orientée sud-ouest / nord-est dans la partie continentale du sud-ouest de la Nouvelle-Écosse, qui s'étend de l'île Brier au cap Split. Elle forme la limite nord de la vallée d'Annapolis la suivant parallèlement à la côte de la baie de Fundy. Ensemble avec la montagne du Sud, forme les deux reliefs encaissant la vallée d'Annapolis.
La montagne du Nord s'élève de manière spectaculaire à partir du fond de la vallée et s’est effilée un peu plus progressivement vers le nord et l’ouest où elle rencontre la côte, bien que de nombreuses parties de cette côte présentent des falaises verticales s’élevant à plus de 30 mètres, notamment au cap Split. Elle est coupée au niveau du goulet de Digby où elle est séparée par un profond chenal séparant l'extrémité est de la montagne de péninsule de Digby.
Le point culminant de la crête se trouve au mont Rose, dans le comté d'Annapolis, au nord de Lawrencetown (en).

## Géologie

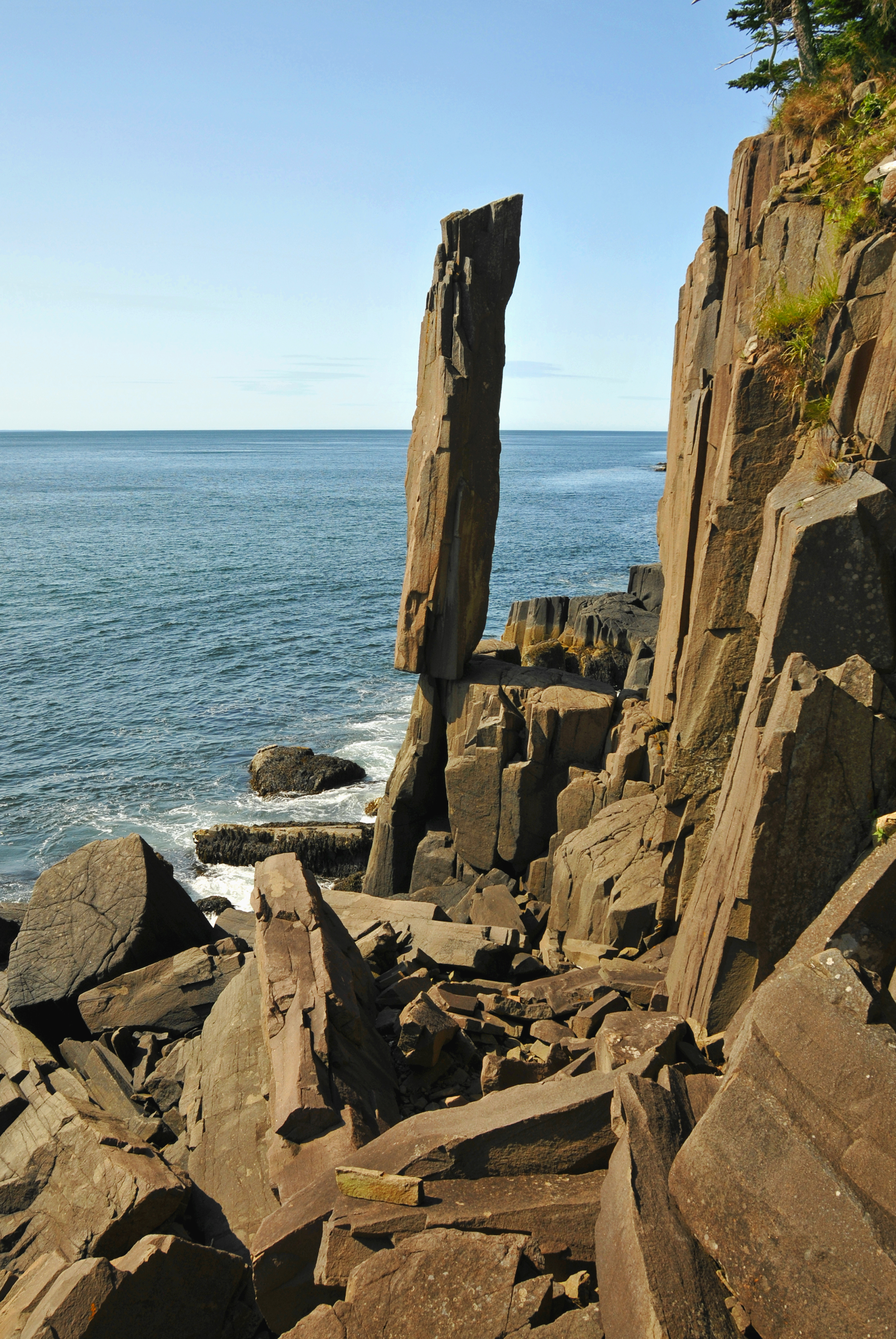
Le Balancing Rock, un fragment de colonne en basalte de la montagne du Nord, près de Digby.

La crête retrace son histoire jusqu'au Trias où cette partie de la Nouvelle-Écosse occupait le centre du supercontinent de la Pangée. Il s'agit d'une séquence de basaltes tholéiitiques vieille de 201 millions d'années, qui contient des joints en colonnes. Les basaltes s'étendent également sous la baie de Fundy et certaines parties de celle-ci sont exposées sur le rivage aux îles Five (en), à l'est de Parrsboro, du côté nord de la baie. De nombreuses fissures remplies de sédiments sont présentes près de la surface supérieure de la montagne du Nord. La crête de basalte résiste au broyage de l'inlandsis qui ont recouvert la région au cours des dernières périodes glaciaires et forment maintenant un côté de la vallée d'Annapolis, dans l'ouest de la péninsule de Nouvelle-Écosse. 
On pense que la montagne du Nord s'est formée lors de l'ouverture de l'océan Atlantique. Il s’agit d’une portion de la province magmatique centre atlantique, gigantesque complexe basaltique que l'on retrouve le long de la côte Est des États-Unis, en Europe, en Afrique du Nord-Ouest et en Amérique du Sud, d’un diamètre de 4 000 km.
Un écoulement visqueux (moins de 175 m de long) de la montagne du Nord au McKay Head présente des couches d'environ 25 cm d'épaisseur séparées par environ 130 cm de basalte dans ses 34 mètres supérieurs. Les couches supérieures (5 mètres en dessous de la lave en haut) sont extrêmement vésiculaire tandis que les plus basses sont pegmatitiques et comprennent d'étroite (environ 2 cm) bande de rhyolite. Les couches de laves ressemblent beaucoup à celles de certains lacs de lave hawaïens.
Des colonnes basaltiques peuvent être observées à Baxters Harbour et à l'île Brier.